# Unité d'habitation (Berlín)
Unité d'habitation (německy též Corbusierhaus se v německé metropoli Berlíně nachází v jeho západní části Charlottenburg-Wilmersdorf, resp. Westend. Jedná se o obytný dům, který vznikl úpravou původního projektu švýcarského architekta Le Corbusiera. Byla zbudována pro účely Mezinárodní stavební výstavy (německy Internationale Bauausstellung, Interbau), která se konala v Berlíně v roce 1957.

## Historie
Dům se měl původně nacházet v místní části Hansaviertel. Povolání slavného švýcarského architekta bylo učiněno jako západoberlínská odpověď na novou a velkolepou architekturu Berlínu východního, který byl obnovován nejprve v duchu socialistického realismu, resp. klasicismu (např. Karl-Marx-Allee) a později modernismu. Realizace na západním okraji města byla možná především z toho důvodu, že město západní Berlín poskytlo pozemky právě v oblasti Westendu, mezi olympijským stadionem a ulicí Heerstraße. Stavební práce na rozsáhlé budově probíhaly v letech 1956 až 1958. Betonový blok měl 17 podlaží a celkem 557 bytů. Původní návrh musel být kvůli západoněmeckým stavebním normám podstatným způsobem upraven, např. výška jednotlivých stropů byla stanovena na 2,5 m namísto původních 2,26, jak definoval systém Modulor navržený samotným Corbusierem. Zmizela rovněž i obchodní pasáž a na střeše nebyly umístěny další prvky, které se nacházejí např. na obdobných stavbách ve Francii. Přestože sám švýcarský tvůrce s úpravami nejprve souhlasil, později se od budovy distancoval. Realizace budovy byla provedena prostřednictvím montovaných panelů, které byly po každém patru překrývané betonovými nosníky.
Od roku 1996 je stavba kulturní památkou.